# Цикл романів про Томека Вільмовського
Цикл романів про Томека Вільмовського (пол. Cykl powieści o Tomku Wilmowskim) — цикл із десяти юнацьких пригодницьких і туристичних романів Альфреда Шклярського, що розповідають про пригоди юного мандрівника і мисливця на тварин Томека Вільмовського та його друзів. Дія романів відбувається на початку XX століття в Австралії, Азії, Африці та Америці.
Перші сім томів роману були опубліковані між 1957 і 1967 роками, а восьмий — пряме продовження сьомого — після двадцятирічної перерви, у 1987 році. Дев'ятий том пригод Томека був завершений преподобним Адамом Зельґою та опублікований у 1995 році. Десятий том «Tomek na Alasce» (написаний Мацеєм Дудзяком на основі нотаток, залишених Альфредом Шклярським) був опублікований у травні 2021 року.
Спочатку книги були опубліковані катовицьким видавництвом Wydawnictwo Śląsk, а в 21 столітті — варшавським видавництвом Muza.
У 1948 році під псевдонімом Фред Ґарланд вийшла книга «Томек у тарапатах», що розповідає історію підлітка, який подорожує Африкою і переживає надзвичайні пригоди.

## Романи
| №  | Рік  | Назва                                  |
| -- | ---- | -------------------------------------- |
| 1  | 1957 | «Томек у країні кенгуру»               |
| 2  | 1958 | «Пригоди Томека на Чорному континенті» |
| 3  | 1959 | «Томек на стежці війни»                |
| 4  | 1961 | «Томек на слідах єті»                  |
| 5  | 1963 | «Таємна експедиція Томека»             |
| 6  | 1965 | «Томек серед мисливців за головами»    |
| 7  | 1967 | «Томек у джерел Амазонки»              |
| 8  | 1987 | «Томек у Ґран-Чако»                    |
| 9  | 1995 | «Томек у гробницях фараонів»           |
| 10 | 2021 | «Томек на Алясці»                      |